# Championnats d'Europe de judo 1976
Navigation
Édition précédente Édition suivante
La 25e édition des championnats d'Europe de judo s'est déroulée pour les hommes le 9 mai 1976 à Kiev, en Union soviétique. Les Championnats d'Europe féminins, dissociés de l’épreuve masculine, ont eu lieu à Vienne, en Autriche, en décembre de la même année (voir article connexe).

## Résultats

### Individuels
| Épreuves          | Or                     | Argent                    | Bronze                                            |
| ----------------- | ---------------------- | ------------------------- | ------------------------------------------------- |
| - 63 kg légers    | József Tuncsik (HUN)   | Oleg Zurabiani (URS)      | Yves Delvingt (FRA) Michel Algisi (FRA)           |
| - 70 kg mi-moyens | Valery Dvoinikov (URS) | Dietmar Hoetger (GDR)     | Marian Talaj (POL) Aristotel Spirov (URS)         |
| - 80 kg moyens    | Jean-Paul Coche (FRA)  | Adam Adamczyk (POL)       | Antoni Reiter (POL) Detlef Ultsch (GDR)           |
| - 93 kg mi-lourds | Tengiz Khubuluri (URS) | Robert Van De Walle (BEL) | Arthur Schnabel (FRG) Goran Zuvela (YUG)          |
| + 93 kg lourds    | Serhiy Novikov (URS)   | Givi Onashvili (URS)      | Momir Lucic (YUG) Mihály Petrovszky (HUN)         |
| Toutes catégories | Avel Kazachenkov (URS) | Vladimir Novak (TCH)      | Radomir Kovacevic (YUG) Dzhibilo Nizharadze (URS) |

### Par équipes
| Épreuve     | Or                                                                                | Argent                                                                                                | Bronze                                                                                             |
| ----------- | --------------------------------------------------------------------------------- | --- | -------------------------------------------------------------------------------------------------- |
| Par équipes | France Yves Delvingt Patrick Vial Jean-Pierre Tripet Jean-Paul Coche Rémi Berthet | Union soviétique Gennady Ivshin Valery Dvoinikov Alexey Volosov Ramaz Kharshiladze Shota Chochishvili | Allemagne de l'Est Torsten Reissmann Andre Gerdes Detlef Ultsch Rainer Kohl Wolfgang Zueckschwerdt |

## Tableau des médailles
Les médailles de la compétition par équipes ne sont pas comptabilisées dans ce tableau.
| Rang | Nation               | Or | Argent | Bronze | Total |
| ---- | -------------------- | -- | ------ | ------ | ----- |
| 1    | Union soviétique     | 4  | 2      | 2      | 8     |
| 2    | France               | 1  | 0      | 2      | 3     |
| 3    | Hongrie              | 1  | 0      | 1      | 2     |
| 4    | Pologne              | 0  | 1      | 2      | 3     |
| 5    | Allemagne de l'Est   | 0  | 1      | 1      | 2     |
| 6    | Belgique             | 0  | 1      | 0      | 1     |
| 6    | Tchécoslovaquie      | 0  | 1      | 0      | 1     |
| 8    | Yougoslavie          | 0  | 0      | 3      | 3     |
| 9    | Allemagne de l'Ouest | 0  | 0      | 1      | 1     |
|      |                      | 6  | 6      | 12     | 24    |

## Sources
- Podiums complets sur le site JudoInside.com.

- Podiums complets sur le site alljudo.net.

- Podiums complets sur le site Les-Sports.info.